# Ntuthuko Radebe
Ntuthuko Radebe (* 29. September 1994 in Johannesburg; † 4. Juli 2017 in Newcastle) war ein südafrikanischer Fußballspieler.

## Sportlicher Werdegang
Radebe entstammte der Aspire Academy. 2012 wechselte er zum belgischen Klub KAS Eupen, wo er nach kurzer Zeit im Jugendbereich und der Reservemannschaft noch im selben Jahr in der ersten Mannschaft debütierte. 2016 stieg er mit dem Klub in die Division 1A auf.
Während eines Heimataufenthalts in Südafrika kam er bei einem Autounfall zusammen mit den weiteren vier Autoinsassen ums Leben.